# 王平 (1951年)
王平（1951年2月—），男，汉族，湖北新洲人，中华人民共和国政治人物，曾任河南省政协副主席，第九届全国人大代表。